# Richard Wellesley
Richard Colley Wellesley, 1. markiz Wellesley KG, KP (ur. 20 czerwca 1760, zm. 26 września 1842) – brytyjski arystokrata, polityk i dyplomata irlandzkiego pochodzenia, związany ze stronnictwem torysów, brat 1. księcia Wellington.

## Życiorys

### Wczesne lata życia i początki kariery politycznej
Był najstarszym synem Garreta Wesleya, 1. hrabiego Mornington, i Anne Hill-Trevor, córki 2. wicehrabiego Dungannon. Wykształcenie odebrał w Eton College oraz w Christ Church na Uniwersytecie Oksfordzkim. Po śmierci ojca w 1781 r. odziedziczył tytuł 2. hrabiego Mornington. Ponieważ tytuł ten był kreowany w parostwie Irlandii, Richard mógł uzyskać mandat deputowanego do brytyjskiej Izby Gmin, co nastąpiło w 1784 r., kiedy został deputowanym z okręgu Bere Alston.
W 1786 r. Mornington został równolegle deputowanym z okręgu Saltash. W latach 1787–1796 reprezentował okręg wyborczy Windsor, a następnie okręg wyborczy Old Sarum. Wkrótce po uzyskaniu przez Morningtona mandatu deputowanego William Pitt Młodszy mianował go członkiem Rady Kontroli. Dzięki pracy na tym stanowisku Mornington zdobył spore doświadczenie w sprawach indyjskich. W 1798 r. został mianowany gubernatorem generalnym Indii.

### Gubernator generalny Indii
Mornington przybył do kolonii w kwietniu 1798 r. i od razu dowiedział się o negocjowanym sojuszu między Francją a Tipu Sultanem. Rozpoczął więc przygotowania do wojny. Jego pierwszym krokiem było wyparcie z Indii posiłków francuskich. Następnie w lutym 1799 r. Brytyjczycy uderzyli na Mysore, królestwo Tipu Sultana. 4 maja padła jego stolica, Srirangapatna, a Tipu Sultan zginął. W latach 1803–1805 stoczono zwycięską wojnę z państwem Marathów, która utwierdziła brytyjskie wpływy w Indiach. Mornington (kreowany w 1797 r. baronem, a w 1799 r. markizem Wellesley z prawem do zasiadania w Izbie Lordów) dał się także poznać jako dobry administrator. W 1800 r. założył Fort William College. Ze stanowiska gubernatora zrezygnował w 1805 r.

### Okres wojen napoleońskich
Do Wielkiej Brytanii powrócił tuż przed śmiercią Pitta w 1806 r. Przeciwnicy próbowali oskarżyć go o nadużywanie władzy podczas zarządu nad Indiami, ale potępiające go rezolucje zostały odrzucone w obu izbach parlamentu. W 1809 r. został mianowany ambasadorem w Hiszpanii. Przybył do Kadyksu wkrótce po bitwie pod Talaverą i bezskutecznie usiłował nakłonić władze hiszpańskie do współpracy ze swoim bratem, który dowodził brytyjskim korpusem ekspedycyjnym. Jeszcze w 1809 r. Wellesley powrócił do Wielkiej Brytanii, gdzie otrzymał tekę ministra spraw zagranicznych w rządzie Spencera Percevala.
Wellesley odszedł z tego stanowiska w lutym 1812 r., protestując przeciwko niewielkiemu, jego zdaniem, wsparciu korpusu Wellingtona oraz niepodejmowaniu sprawy równouprawnienia katolików. Do 1821 r. nie piastował żadnego stanowiska państwowego. Krytykował rozwiązania wypracowane na kongresie wiedeńskim, zwłaszcza powrót Francji do granic przedrewolucyjnych, potwierdzenie rozbiorów Polski i likwidację Republiki Weneckiej. Protestował również przeciwko wprowadzeniu protekcjonistycznych ustaw zbożowych.

### Dalsze lata
W 1821 r. Wellesley został mianowany Lordem Namiestnikiem Irlandii. Kwestia równouprawnienia katolików znalazła się już na forum gabinetu i Wellesley uważał, że piastując to stanowisko będzie mógł doprowadzić do faktycznej emancypacji katolików. Jednak w ciągu najbliższych kilku lat równouprawnienie nie zostało przeprowadzone. W 1828 r. premierem został książę Wellington, który w przeciwieństwie do brata był przeciwnikiem równouprawnienia, co skłoniło Wellesleya do rezygnacji. Mimo swoich poglądów, wobec nacisku większości deputowanych Wellington przedstawił jednak projekt ustawy o równouprawnieniu katolików, która została przyjęta w 1829 r.
Wellesley był ponownie Lordem Namiestnikiem Irlandii w latach 1833–1834 r. Wcześniej, od 1830 r., był Lordem Stewardem. W 1835 r. został jeszcze na krótko Lordem Szambelanem. Zmarł w 1842 r. Wraz z jego śmiercią wygasły tytuły markiza i barona Wellesley. Tytuł hrabiego Mornington odziedziczył jego młodszy brat, William Wellesley-Pole, 1. baron Maryborough.

## Rodzina

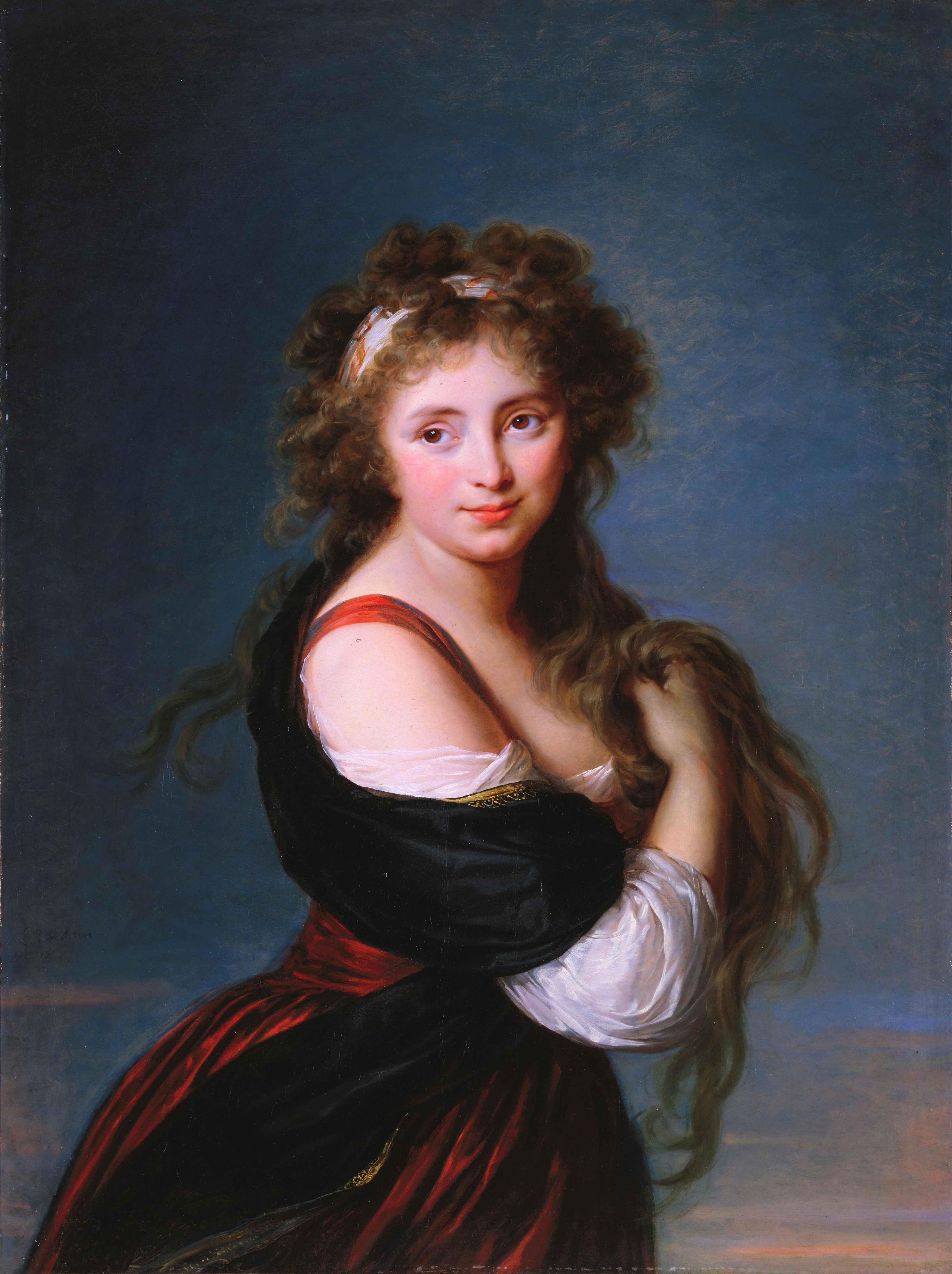
Hyacinthe-Gabrielle Roland

Przez wiele lat Wellesley żył w nieformalnym związku z aktorką Hyacinthe-Gabrielle Roland. Zanim poślubił ją 29 listopada 1794 r., urodziła  pięcioro ich dzieci: trzech synów i dwie córki. Następnie małżonkowie przeprowadzili się do Londynu, ale Hyacinthe nigdy nie nauczyła się angielskiego i nie brała udziału w życiu towarzyskim stolicy. Zmarła w 1816 r.
Jedna z ich córek, Anne Wellesley (1788 - 19 marca 1875), poślubiła sir Williama Abdy'ego, 7. baroneta, a później lorda Williama Cavendisha-Bentincka, i miała dzieci z drugiego małżeństwa. Druga córka, Hyacinthe Mary Wellesley, została żoną Edwarda Littletona, 1. barona Hatherton.
29 października 1825 r. poślubił owdowiałą Marianne Patterson, wnuczkę ostatniego żyjącego sygnatariusza deklaracji niepodległości Charlesa Carrolla. Małżonkowie nie mieli razem dzieci.